# Cajón de los Arenales
El Cajón de los Arenales, también llamado Cajón de Arenales, es un paso de montaña en el Cordón del Portillo, en la Precordillera andina, en el departamento de Tunuyán (Mendoza, Argentina).
Se encuentra a unos 11 kilómetros del Manzano Histórico, en el Valle de Uco.
El Cajón de los Arenales presenta un clima árido de altura, de escasa vegetación (casi toda arbustiva) y ofrece un paisaje imponente rodeado de agujas y paredes de granito, así como de cerros que promedian entre los 4.000 y 5.500 m s. n. m. Constituye un valle que a veces es muy cerrado (formación llamada cajón en el ámbito local), por el que discurre un río (el Arenales) y al que confluyen otros ríos y arroyos más pequeños que a su vez forman otros valles y cajones.
Actualmente es un destino importante para la escalada deportiva y para el senderismo. Varias de las vías de escalada son conocidas internacionalmente.
Hay un puesto de la Gendarmería Nacional en el ingreso que incluye un refugio (el refugio Portinari), a 2500 m s. n. m., y antes de llegar a él existen varios refugios para la atención de los visitantes. También existe, después de dicho control, un refugio no vigilado a 2800 m s. n. m.